# Gay Brewer
Gay Robert Brewer, Jr., född 19 mars 1932 i Middletown, Ohio, död 31 augusti 2007 i Lexington, Kentucky, var en amerikansk golfspelare.
Brewer hade en mycket ovanlig golfsving på grund av att han bröt armen vid armbågen då han var sju år gammal. Han blev professionell 1956 och han vann sin första tävling på den amerikanska PGA-touren 1961 i Carling Open och samma år vann han ytterligare två tävlingar.
I majortävlingen The Masters Tournament 1966 låg han i delad ledning med Jack Nicklaus efter fyra rundor men han förlorade med sex slag i särspelet. Året efter, 1967, vann han tävlingen på 280 slag, ett slag före Bobby Nichols.
Efter sin majorseger vann han bara en till tävling på PGA-touren och det var i Canadian Open 1972 men under sin karriär vann han sammanlagt elva tävlingar på PGA-touren. Han ställde upp i The Masters Tournament fem gånger, US Open sex gånger och i PGA Championship två gånger.
Han deltog i det amerikanska Ryder Cup-laget 1967 och 1971.